# 雙背鰭異鰓鯰
雙背鰭異鰓鯰，為輻鰭魚綱鯰形目塘虱魚科的其中一種，分布於非洲尼羅河、尼日河、查德湖、甘比亞河等流域，本魚頭部橢圓形，背部矩形，吻寬廣且圓，眼位於頭部側面。額骨囪門長而狹窄，後頭骨囪門相當長且呈橢圓形。鰓前的器官發展良好，胸棘平滑，身體與鰭有不規則的斑點，體長可達150公分，棲息在底層水域，可做為食用魚。

## 扩展阅读
維基物種上的相關：雙背鰭異鰓鯰